# Порт Џеферсон (Охајо)
Порт Џеферсон (енгл. Port Jefferson) град је у америчкој савезној држави Охајо.

## Демографија
По попису из 2010. године број становника је 371, што је 50 (15,6%) становника више него 2000. године.
| Група             | 2000.       | 2010.        |
| Белци             | 320 (99,7%) | 371 (100,0%) |
| Афроамериканци    | 0 (0,0%)    | 0 (0,0%)     |
| Азијати           | 1 (0,3%)    | 0 (0,0%)     |
| Хиспаноамериканци | 0 (0,0%)    | 0 (0,0%)     |
| Укупно            | 321         | 371          |